# حلقة إكليلية

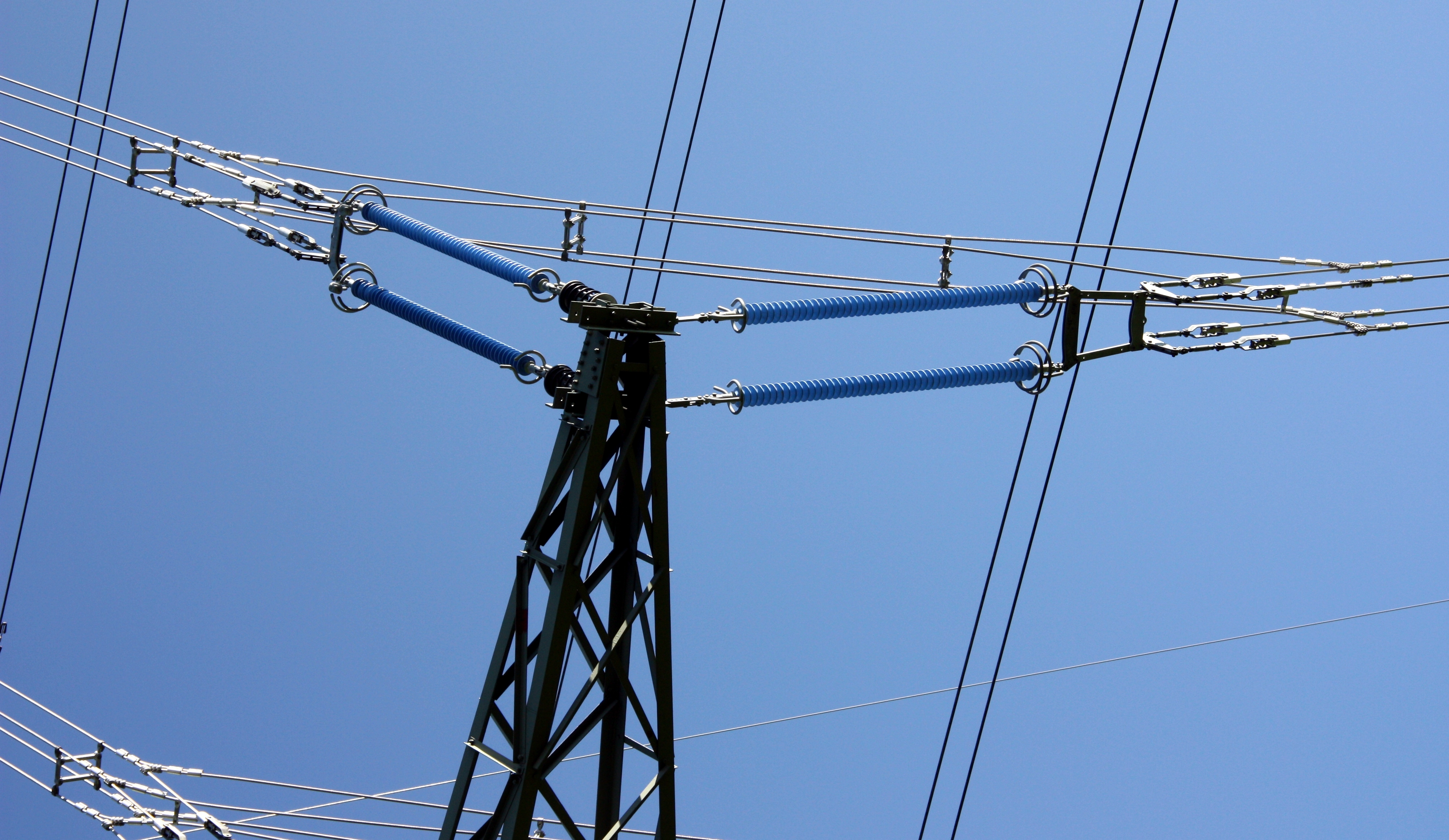
حلقات إكليلية على خط نقل جهد 380 كيلو فولت

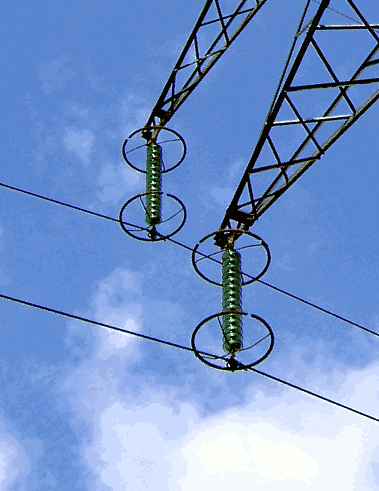
حلقات إكليلية على سلسلة عوازل مركبة على خط نقل جهد 225 كيلو فولت في فرنسا

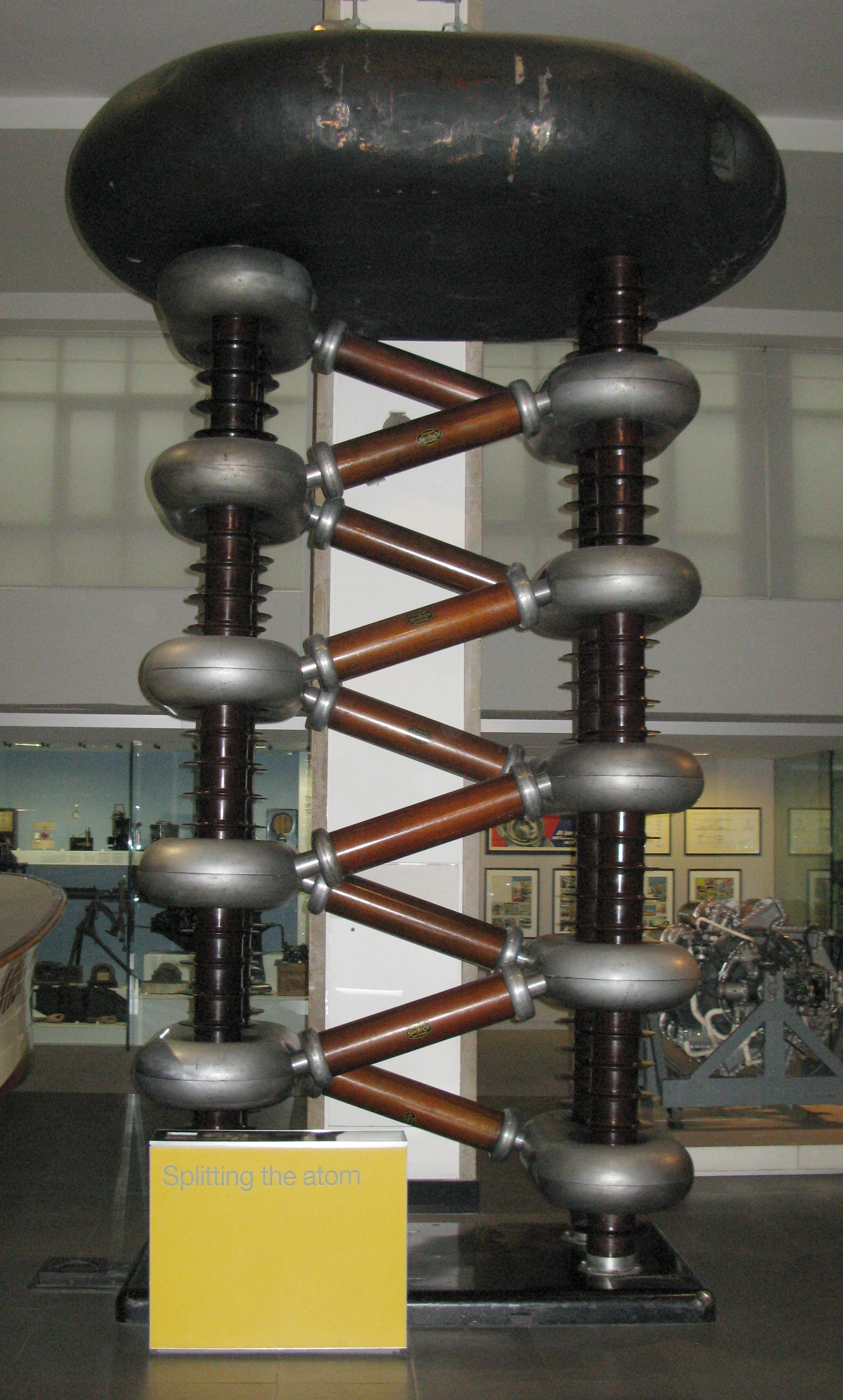
مضاعف جهد كوككروفت-والتون الذي كان جزءاً من أوائل أجيال مسرعات الجزيئات المسؤولة عن تطوير القنبلة الذرية. بني سنة 1937 من قبل شركة فيليبس في آيندهوفن ويحفظ الآن في متحف العلوم في لندن في إنجلترا. لاحظ الحلقات الإكليلية الفضية حول العوازل

الحلقة الإكليلية أو حلقة الهالة (بالإنجليزية: Corona ring)‏ أو الحلقة المانعة للإكليل (أو الهالة) هي أنبوبة حلقية (بالإنجليزية: toroid)‏ مصنوعة من مواد موصلة (عادة معدنية) تلحق بأحد أطراف معدات الجهد العالي الكهربائية. دور الحلقة الإكليلية هو توزيع تدرج الحقل الكهربائي وتخفيض قيمه القصوى إلى ما دون عتبة الإكليل أو الهالة, أي منع حدوث تفريغ إكليلي.
تركب الحلقات الإكليلية على عوازل ومفاتيح الجهد العالي جداً في الشبكة الكهربائية وفي معدات البحث العلمي والفحوص التي تولد جهود عالية جداً. هناك معدة شبيه جداً تسمى حلقة التدرج تستخدم حول العوازل.